# Jan Brueghel starejši
Jan Brueghel (tudi Breughel) starejši, nizozemski baročni slikar, * pribl. 1568, Bruselj, Habsburška Nizozemska, † 13. januar 1625, Antwerp, Republika Nizozemska.
Jan starejši je bil mlajši sin Pieterja Bruegela starejšega, nizozemskega renesančnega slikarja, znanega po slikanju kmečkih prizorov in pokrajin. Zaradi očetove zgodnje smrti je skrb za Jana in njegovega brata Pieterja mlajšega prevzela njuna babica Mayken Verhulst, vdova Pieterja Coeckeja van Aelsta, ki je bil prvi mentor njunega očeta. Mayken je bila tudi sama dobra slikarka in je prva uvedla svoja vnuka v svet likovne umetnosti. Jan je dokaj hitro postal priznan slikar in je veliko potoval po
vsej Evropi. Od leta 1590 do 1596 je delal za različne kardinale v Italiji, od katerih je bil nad Janovim delom navdušen predvsem Federico Borromeo. Borromeo je bil pomemben pokrovitelj Jana starejšega in ga je vzel za nekaj let pod svoje okrilje v Milanu. Leta 1596 se je vrnil v Antwerp ter leta 1602 postal dekan slikarskega ceha v Antwerpnu. Od leta 1606 do 1621 je bil dvorni slikar Izabele Klare Evgenije in njenega moža, nadvojvode Alberta VII. V času svojega življenja je sodeloval s številnimi slavnimi slikarji, kot so Peter Paul Rubens (s katerim je bil mladostni prijatelj iz obdobja bivanja v Italiji), Hans Rottenhammer, Hendrick van Balen, Sebastiaen Vrancx in Joos de Momper.
Janov slikarski opus je izjemno raznolik, saj je slikal tihožitja (predvsem tihožitja rož oz. cvetlic), portrete, različne pokrajine in prizore, od gozdnega lova preko rečnega prometa do živahnega življenja v vasi, mitološke subjekte, biblijske prizore in pomembne zgodovinske dogodke (npr. bitko pri Isu). Ohranjeno je približno 350 od 400 lastnoročno podpisanih slik. Zaradi svojih številih tihožitij z rožami in mehko sijočimi ter izjemno raznolikimi barvnimi odtenki je dobil vzdevka »Cvetlični Brueghel« in »Žametni Brueghel«. Njegove rajske pokrajine, zaradi česar je dobiš še tretji vzdevek »Rajski Brueghel«, imajo tesno povezavo z biblijsko zgodbo o stvarjenju in Rajskim vrtom, zaradi česar dotične slike največkrat prikazujejo številne različne živali, ki živijo v popolnem sožitju. Odličen primer tega je Raj s človekovim padcem (1613), kjer sta Adam in Eva predstavljena v trenutku skušnjave ob drevesu spoznanja. Detajl, ki je namenoma prikazan kot navidezno nepomemben subjekt v ozadju slike, je ključen za opominjanje na to, da je narava izraz božjega stvarjenja.
Njegov slog so v različni meri posnemali številni potomci, kot so Jan Brueghel mlajši (znan po pokrajinah in alegoričnih prizorih), Abraham Brueghel (znan po tihožitjih z rožami in sadjem iz južnih krajev) ter Jan van Kessel starejši (znan po natančnih slikah rož in živali, predvsem žuželk).

## Galerija del
- Rože v leseni vazi (1606/7)
- Tihožitje z vencem rož (1618)
- Rajska pokrajina z Noetovo barko (1596)
- Odisej in Kalipso (1616)
- Širna gorska pokrajina in Kristusova skušnjava (1600)
- Rečna pokrajina (1607)